# Pedro López de Cazalla
Fue escribano Mayor de la Nueva Castilla  y secretario de confianza del marqués Pizarro, del presidente Vaca de Castro, de Lorenzo de Aldana y, finalmente, de Pedro de la Gasca.[cita requerida] 
Era hijo de Alonso de Cazalla y Leonor de León, y era primo de Pedro Cieza de León. En 1560 se convirtió en el primer bodeguero de Perú, ya que el primer vino producido en el Cusco fue elaborado en la hacienda Marcahuasi, que era de su propiedad.[cita requerida]